# استان کوماموتو
استان کوماموتو یکی از استانهای کشور ژاپن است که در جزیره کیوشو قرار گرفته‌است. مساحت آن ۷۴۰۴ کیلومتر مربع می‌باشد. جمعیت این استان در سال ۲۰۰۵ نزدیک به ۱۸۴۳۰۰۰ نفر برآورد شده‌است.
استان کوماموتو از نظر تقسیمات کشوری بخشی از ناحیه کیوشو به حساب می‌آید. مرکز این استان شهر کوماموتو است.

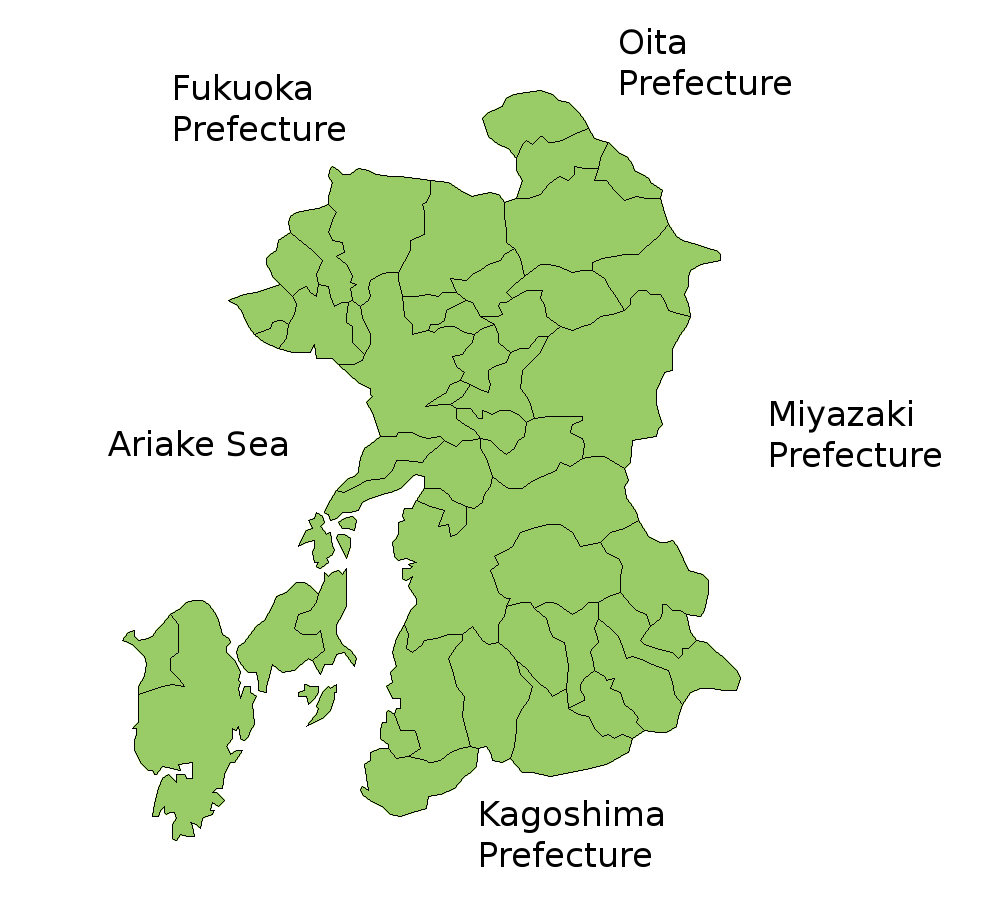

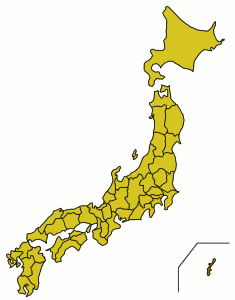
استان میازاکی.